# Andrew Pink
Andrew Pink (ur. 25 stycznia 1983 roku w Kansas City) – angielski siatkarz grający na pozycji przyjmującego; reprezentant Wielkiej Brytanii.

## Kariera klubowa
Andrew Pink karierę sportową rozpoczynał w Rutgers University w Stanach Zjednoczonych. W 2005 roku wyjechał do Wielkiej Brytanii, gdzie grał przez jeden sezon w London Docklands, z którym doszedł do finału Division One i finału Pucharu Anglii. W kolejnych latach występował w niemieckim klubie TV Bühl, holenderskim klubie Martinus Amstelveen i greckim klubie AONS Milon. W 2009 roku trafił do włoskiego klubu Serie A2 – Bassano Volley. Rozegrał w nim 15 spotkań. Od 2010 roku jest zawodnikiem zespołu Ślepsk Suwałki.

## Kariera reprezentacyjna
W reprezentacji Wielkiej Brytanii zadebiutował 15 sierpnia 2007 roku w meczu przeciwko Niemcom w trakcie Memoriału Huberta Jerzego Wagnera. Występował w czterech edycjach Ligi Europejskiej (2008–2011). Grał w eliminacjach do Mistrzostw Europy 2009, Mistrzostw Europy 2011 i Mistrzostw Świata 2010.